# 鲍毓麟
鲍毓麟（1897年—1995年3月9日）字書徵，遼寧海城人，中华民国陆军少将，奉系将领。

## 生平
清朝光緒二十三年（1897年）生。历任陸軍第四協第八標第一營右哨哨長，安徽蕪湖鎮守使署委員，黑龍江督軍署衛隊營第一連連長。1918年4月，入東北講武堂第一期步兵科学习。1920年畢業之後，歷任吉林督軍公署副官，吉林步兵補充團第二營營長，剿匪第一路第二營營長，吉林陸軍混成第六旅步兵第二團第三營營長等职务。1922年升任奉军第四十七旅79团团长，1926年升任第四十七旅旅长。1927年夏，兼任北京戒严司令部副司令。
1928年11月，任東北陸軍步兵第二十五旅少將旅副，不久調任東北講武堂軍事政治訓練班總隊長、代教育長。1930年9月，任北平市公安局局長。1932年7月，兼任北平高等警官学校校長。1933年9月，任国民政府军事委员会北平分会委员。1935年4月16日，授陆军少将。1935年脱离军界，在北平经商。抗日战争爆发后，到天津经商。
1946年，任东北挺进军总司令部中将参议。1947年，出任北平市参议会参议员。1948年12月，在北平掩护从天津来的中国共产党冀中军区敌工部工作人员刘子明等人，并为北平和平解放作出了贡献。
1954年，经中国人民解放军北京市军事管制委员会军法处审理，以其在任伪警察局局长期间，镇压爱国学生运动，逮捕进步学生及革命者7人等反革命罪行，判处有期徒刑四年，剥夺政治权利二年。刑满释放后一直居住在天津市。
鲍毓麟在北京曾有房屋多所，后由人民政府处理。但到1980年，受到中共十一届三中全会后落实各项政策的鼓舞，鲍毓麟始向北京市中级人民法院提出申诉，要求落实房屋政策。北京市中级人民法院受理申诉后，查明鲍毓麟在充任国民党北平市参议员期间，曾掩护中共地下工作人员，并为北平和平解放做出贡献。该法院根据有关政策，认为鲍毓麟应按照起义人员对待，原判决不妥，应予撤消，遂于1982年撤销原判决，并对鲍毓麟申诉的落实房屋政策问题进行妥善处理。
此后，鲍毓麟加入中国国民党革命委员会（民革），参加民革天津市委员会组织，并任天津市文史研究馆馆员。1986年89岁时曾到美国探望女儿。1995年3月9日在天津病逝。
北京市西城区西交民巷87号四合院原是鲍毓麟的宅园。1920年代，鲍毓麟任奉军将领时委托北京恒茂木厂修建该宅园。恒茂木厂的掌柜是马辉堂之子马增祺。宅园建成后，鲍毓麟并未真正入住。1933年张学良因长城抗战失利而下野，此后鲍毓麟辞职，将该大院作价10万银元出售给双合盛五星啤酒创办人郝升堂，郝升堂将其作为住宅兼啤酒批发部。据1948年户口登记，鲍毓麟当时居住在今红星胡同甲2号（甲57号）。

## 著作
- 鲍毓麟、温守善，东北易帜的前前后后，天津文史资料选辑第20辑，1982年
- 鲍毓麟，暮年忆踪，天津文史资料选辑第43辑，1988年

## 家庭
- 叔父：鲍贵卿，原黑龙江督军。
- 子：鲍世魁。
  - 儿媳：张允华，1919年生，鲍世魁之妻，张嘏臣次女。
- 外孫女：丁珮，香港向氏集團董事長向華強前妻。